# Edinburgh City
Der F.C. Edinburgh, ehemals Edinburgh City Football Club (2022 umbenannt) ist ein schottischer Fußballverein aus der gleichnamigen Landeshauptstadt. Der Club hatte die Spitznamen „The City“ sowie „The Citizens“. Die erste Mannschaft trägt ihre Heimspiele im Meadowbank Stadium aus. Größte Erfolge des Vereins waren in neuerer Zeit der Sieg in der Relegation als Meister der Lowland Football League gegen den FC East Stirlingshire und der damit verbundene Aufstieg in die Scottish League Two zur Saison 2016/17 sowie der erneute Aufstieg 2022.

## Geschichte
Der Verein wurde 1928 gegründet. Drei Jahre später schloss sich City der Scottish Football League an. Erstmals aufhorchen ließ der Verein im schottischen Pokal 1937/38, als man Hibernian Edinburgh in der 1. Runde an der Easter Road bezwang. Seit den 1990er Jahren nahm der vorübergehend abgemeldete, dann neu gegründete Club regelmäßig am FA Cup teil, größter Erfolg war dabei das Erreichen der dritten Runde in den Saisons 1997/98 und 2014/15.
In der Spielzeit 2005/06 wurde die Meisterschaft in der East of Scotland Football League gewonnen.
Im Jahr 2013 wechselte der Verein von der East of Scotland League in die neu gegründete Lowland Football League, die neben der Highland Football League als Unterbau der Scottish Football League dient und damit der Scottish League Two folgt. 2014/15 konnte der erste Platz belegt werden, in der Relegation gegen den Meister der Highland Football League Brora Rangers scheiterte die Mannschaft im Elfmeterschießen. 2015/16 wurde erneut die Meisterschaft errungen. In der Relegation setzte sich der Verein mit 3:0 und 1:1 gegen Cove Rangers und anschließend mit 1:1 und 1:0 gegen den Zehntplatzierten der Scottish League Two FC East Stirlingshire durch, was den Aufstieg bedeutete.

## Stadien
Der Verein spielte ab 1931 im Powderhall Stadium, das sowohl für Windhundrennen als auch für Fußballspiele genutzt wurde. 1996 wurde der Wechsel in das Meadowbank Stadium vollzogen, nachdem der Verein Meadowbank Thistle 1995 in die neu gegründete Stadt Livingston umgesiedelt worden war und als FC Livingston antrat. Das Meadowbank Stadium diente 1970 und 1986 bei den Commonwealth Games als Wettkampfort. Edinburgh City spielte bis 2017 dort und danach bis zum Saisonende 2020/21 im Ainslie Park im Nordwesten Edinburghs, da das Meadowbank Stadium in dieser Zeit renoviert wurde.

## Erfolge
- Lowland Football League: 2 x
  - 2014/15, 2015/16

- East of Scotland Football League: 1 x
  - 2005/06